# Liga del Fútbol Profesional Boliviano 1993
La Liga del Fútbol Profesional Boliviano 1993 è stata la 17ª edizione della massima serie calcistica della Bolivia, ed è stata vinta dal The Strongest.

## Formula
Per la prima volta dal 1980, il campionato non prevede una fase a eliminazione diretta. La prima fase è preliminare e determina a quale gruppo apparterranno le squadre: le prime 10 passano alla seconda fase per cercare di vincere il campionato, mentre le ultime cinque vengono assegnate al girone che stabilisce le retrocessioni. Le prime tre squadre dei gruppi per il titolo passano al girone finale, mentre nel gruppo per la retrocessione si salva solo la prima classificata.

## Prima fase

### Gruppo A
| Pos. | Squadra     | Pt | G | V | N | P | GF | GS | DR  |
| ---- | ----------- | -- | - | - | - | - | -- | -- | --- |
| 1.   | Wilstermann | 13 | 8 | 6 | 1 | 1 | 19 | 7  | +12 |
| 2.   | Ciclón      | 11 | 8 | 4 | 3 | 1 | 11 | 6  | +5  |
| 3.   | San José    | 10 | 8 | 5 | 0 | 3 | 15 | 9  | +6  |
| 4.   | Metalsan    | 5  | 8 | 2 | 1 | 5 | 7  | 11 | -4  |
| 5.   | Petrolero   | 1  | 8 | 0 | 1 | 7 | 1  | 20 | -19 |

### Gruppo B
| Pos. | Squadra         | Pt | G | V | N | P | GF | GS | DR |
| ---- | --------------- | -- | - | - | - | - | -- | -- | -- |
| 1.   | The Strongest   | 11 | 8 | 5 | 1 | 2 | 17 | 9  | +8 |
| 2.   | Bolívar         | 10 | 8 | 4 | 2 | 2 | 14 | 8  | +6 |
| 3.   | Ind. Petrolero  | 8  | 8 | 3 | 2 | 3 | 14 | 16 | -2 |
| 3.   | Univ. Potosí    | 8  | 8 | 3 | 2 | 3 | 6  | 10 | -4 |
| 5.   | Chaco Petrolero | 3  | 8 | 1 | 1 | 6 | 8  | 16 | -8 |

### Gruppo C
| Pos. | Squadra           | Pt | G | V | N | P | GF | GS | DR  |
| ---- | ----------------- | -- | - | - | - | - | -- | -- | --- |
| 1.   | Oriente Petrolero | 10 | 8 | 4 | 2 | 2 | 17 | 8  | +9  |
| 2.   | Guabirá           | 9  | 8 | 4 | 1 | 3 | 7  | 5  | +2  |
| 3.   | Blooming          | 8  | 8 | 3 | 2 | 3 | 12 | 12 | +21 |
| 3.   | Destroyers        | 8  | 8 | 3 | 2 | 3 | 11 | 12 | -1  |
| 5.   | Univ. Beni        | 5  | 8 | 2 | 1 | 5 | 10 | 20 | -10 |

## Seconda fase

### Gironi per il titolo

#### Gruppo A
| Pos. | Squadra           | Pt | G | V | N | P | GF | GS | DR  |
| ---- | ----------------- | -- | - | - | - | - | -- | -- | --- |
| 1.   | Bolívar           | 11 | 8 | 5 | 1 | 2 | 10 | 5  | +5  |
| 2.   | Oriente Petrolero | 11 | 8 | 5 | 1 | 2 | 18 | 11 | +7  |
| 3.   | San José          | 10 | 8 | 4 | 2 | 2 | 13 | 8  | +5  |
| 4.   | Wilstermann       | 7  | 8 | 3 | 1 | 4 | 12 | 13 | -1  |
| 5.   | Destroyers        | 1  | 8 | 0 | 1 | 7 | 3  | 19 | -16 |

#### Gruppo B
| Pos. | Squadra        | Pt | G | V | N | P | GF | GS | DR  |
| ---- | -------------- | -- | - | - | - | - | -- | -- | --- |
| 1.   | Blooming       | 13 | 8 | 6 | 1 | 1 | 18 | 13 | +5  |
| 2.   | The Strongest  | 11 | 8 | 4 | 3 | 1 | 21 | 9  | +12 |
| 3.   | Ind. Petrolero | 7  | 8 | 2 | 3 | 3 | 20 | 18 | +2  |
| 4.   | Ciclón         | 5  | 8 | 1 | 3 | 4 | 7  | 19 | -12 |
| 5.   | Guabirá        | 4  | 8 | 1 | 2 | 5 | 13 | 20 | -7  |

### Girone per la retrocessione
| Pos. | Squadra         | Pt | G | V | N | P | GF | GS | DR |
| ---- | --------------- | -- | - | - | - | - | -- | -- | -- |
| 1.   | Metalsan        | 7  | 6 | 3 | 1 | 2 | 14 | 17 | -3 |
| 2.   | Univ. Beni      | 6  | 6 | 3 | 0 | 3 | 18 | 13 | +5 |
| 3.   | Chaco Petrolero | 6  | 6 | 3 | 0 | 3 | 12 | 12 | 0  |
| 4.   | Univ. Potosí    | 5  | 6 | 2 | 1 | 3 | 12 | 14 | -2 |

## Fase finale
| Pos. | Squadra           | Pt | G  | V | N | P | GF | GS | DR  |
| ---- | ----------------- | -- | -- | - | - | - | -- | -- | --- |
| 1.   | The Strongest     | 14 | 10 | 5 | 4 | 1 | 19 | 10 | +9  |
| 2.   | Bolívar           | 13 | 10 | 5 | 3 | 2 | 12 | 6  | +6  |
| 3.   | Blooming          | 12 | 10 | 5 | 2 | 3 | 19 | 14 | +5  |
| 4.   | Oriente Petrolero | 8  | 10 | 2 | 4 | 4 | 12 | 20 | -8  |
| 5.   | San José          | 7  | 10 | 2 | 3 | 5 | 13 | 13 | 0   |
| 6.   | Ind. Petrolero    | 6  | 10 | 2 | 2 | 6 | 11 | 23 | -12 |

## Verdetti
- The Strongest campione nazionale
- The Strongest e Bolívar in Coppa Libertadores 1994
- Chaco Petrolero, Universitario Beni e Universitario Potosí retrocessi

## Classifica marcatori
| Gol |  |  | Giocatore                  | Squadra           |
| --- |  |  | -------------------------- | ----------------- |
| 20  |  |  | Víctor Antelo              | San José          |
| 15  |  |  | Arturo García Yale         | The Strongest     |
| 13  |  |  | Oscar Omar González        | Ind. Petrolero    |
| 13  |  |  | Hebert Arandia             | Blooming          |
| 12  |  |  | Claudio Mir                | The Strongest     |
| 11  |  |  | Jorge Marcelo Ibáñez       | Chaco Petrolero   |
| 10  |  |  | Adhemir Méndez Salvatierra | Oriente Petrolero |